# Trinisaura santamartaensis
Trinisaura santamartaensis es la única especie conocida del género extinto Trinisaura de dinosaurios ornitópodos que vivieron a principios del período Cretácico, hace aproximadamente 72 millones de años, durante el Campaniense en lo que ahora es la Antártida. 

## Descubrimiento e investigación
En 2008, Rodolfo Aníbal Coria y Juan José Moly encontraron los restos de un pequeño euornitópodo en la Antártida. El hallazgo se informó en la literatura científica en 2008 y se reconoció como una nueva especie.
La especie tipo Trinisaura santamartaensis fue descrita y nombrada en 2013 por Coria, Moly, Marcelo Reguero, Sergio Santillana y Sergio Marenssi. El nombre del género honra a la geóloga Trinidad Díaz, "Trini" , quien fue la primera en cartografiar la estratigrafía del área. Debido a que ella es una mujer, el sufijo ~saurus recibió la forma femenina ~saura, cosa que no es obligatoria y no es gramaticalmente obvia. El nombre específico hace referencia a la Caleta Santa Marta, una cueva en la costa noreste de la isla James Ross donde el espécimen fue excavado en la superficie, enterrado en arenisca dura. El mismo lugar es donde se ha encontrado en anquilosauriano Antarctopelta. En 2013 la formación se ha informado como del Maastrichtiense temprano, hace unos 70 millones de años.
El holotipo , MLP-III-1-1, se encontró en la Formación Snow Hill Island que data del Campaniense tardío, de unos 72 millones de años. Consiste en un esqueleto parcial sin cráneo. Se conservan vértebras, tres vértebras sacras del sacro, tres juegos de dos, tres y dos vértebras caudales, dos costillas, dos cheurones, la parte inferior de un omóplato derecho, un hueso de una clavícula derecho, el húmero derecho, dos metacarpianos, ambos ilion, el pubis derecho, el isquion derecho, el fémur derecho, la parte inferior de la tibia derecha, la parte inferior del tercer metatarsiano derecho, la primera falange del tercer dedo del pie derecho y la tercera y cuarta falange del cuarto derecho dedo del pie. El espécimen estaba parcialmente articulado. Pertenece a un individuo inmaduro y forma parte de la colección del Museo de la Plata.

## Descripción
El holotipo, MLP-III-1-1, consiste en un esqueleto parcial que carece del cráneo, de un individuo subadulto de cerca de 1,5 metros de longitud, un ejemplar adulto podría haber alcanzado unos 2 metros. Probablemente era bípedo y dependía de la velocidad y la agilidad para evitar a los depredadores.
Los descriptores pudieron identificar algunas características que distinguen a Trinisaura de especies relacionadas. Uno de ellos es una autapomorfia, una característica derivada única, la escápula tiene una proyección en el borde frontal inferior, el proceso acromial, que termina en una punta afilada en forma de espiga, esta tiene un peine fuerte y afilado en el exterior y es relativamente más largo que cualquier otro euornitópodo conocido. Además, existe una combinación única de propiedades que no son únicas en sí mismas. El húmero tiene una cresta deltopectoral que es vestigial y se reduce a una protuberancia en el frente exterior. El eje del húmero se dobla fuertemente hacia afuera. El isquion se dobla gradualmente hacia abajo en toda la longitud del eje.

### Esqueleto axial
La única pieza de vértebra dorsal encontrada proviene de la parte posterior de la espalda y está bastante dañada. Todavía se puede ver que una cresta bien desarrollada corre en la base anterior del proceso espinoso. Los procesos articulares posteriores son cortos y puntiagudos hacia atrás. Los lados están ahuecados de adelante hacia atrás y muestran pequeños forámenes en la esquina superior anterior en la unión entre el cuerpo vertebral y el arco vertebral. La parte inferior de la vértebra tiene quilla. Las vértebras sacras son de construcción robusta y algo aplanadas transversalmente. Sus superficies articulares son anchas. Los lados muestran huecos justo debajo del arco vertebral. Las vértebras de la cola tienen procesos espinosos que están engrosados en la parte posterior. Los procesos laterales están algo ensanchados en sus extremos en las vértebras delanteras de la cola. En las vértebras medias permanecen igualmente anchos. En la base anterior de la apófisis espinosa de las vértebras anteriores hay una cresta que se bifurca anteriormente y discurre hacia las apófisis articulares anteriores cortas y que se proyectan anteriormente. Los cheurones están aplanados transversalmente en sus extremos y ligeramente ensanchados de adelante hacia atrás, el conducto hemal está cerrado en la parte superior.

### Miembros superiores
El omóplato muestra un acromion puntiagudo en la parte delantera. Su borde inferior es afilado y el borde superior transversalmente delgado y plano. En la parte posterior del hueso de la clavícula, una gran protuberancia con una punta roma sobresale hacia abajo, en el centro y en la parte posterior. El exterior liso y convexo está atravesado por un agujero, cuyo eje longitudinal se dirige hacia abajo y hacia atrás desde el frente y la parte superior. El interior es liso y hueco. El omóplato representa los dos tercios superiores de la articulación del hombro, el hueso de la clavícula el tercio inferior. El húmero tiene una longitud conservada de 112 milímetros. Es delgado y hueco por dentro. El extremo superior está roto pero aparentemente doblado fuertemente, engrosándose y ensanchándose repentinamente. La cresta deltopectoral se reduce a una cresta baja. Los metacarpianos son alargados con superficies superiores triangulares, divididos en dos cúspides por un surco mediano. Sus frentes son transversalmente convexos y sus lados son planos. En la parte inferior, a los lados, hay hoyos profundos para las cápsulas articulares y superficies articulares convexas divididas por la mitad por un surco.

### Miembros inferiores
En la pelvis, el ilion es alargado y bajo con un borde superior ondulado. El ala es la mitad de la longitud. Es tan alto como el apéndice del hueso púbico y se estrecha gradualmente hacia adelante hasta un punto. El exterior de la hoja anterior es casi plano, pero el interior es cóncavo debido a una cresta que presumiblemente hizo contacto con las costillas sacras. El dorso alcanza la misma altura pero es más grueso y termina en un extremo romo con un borde inferior convexo. En el interior de la hoja trasera hay una meseta que sobresale mucho, el accesorio para el Musculus caudofemoralis brevis. El apéndice del hueso púbico tiene la forma de una punta que sobresale hacia adelante y hacia abajo. Tiene un borde de ataque afilado, lados convexos y un borde de salida recto que forma la parte delantera de la articulación de la cadera que tiene un perfil angular. El pubis es delgado, el proceso prepúbico tiene forma de varilla con una sección transversal redonda en lugar de aplanarse transversalmente. El eje recto propiamente dicho está aplanado transversalmente y, por lo tanto, tiene una sección transversal ovalada. La interfaz con el isquion es robusta, pero el agujero obturador debajo está abierto en la parte posterior. El isquion se dobla hacia abajo y hacia adentro. El cuerpo principal es de contorno cuadrado y transversalmente delgado. La protuberancia en el frente, el proceso obturador, está colocado alto, debajo de él, el eje se engrosa transversalmente. Debido a la curva debe haber una gran brecha con el pubis derecho. El fuste termina en un pie ensanchado de adelante hacia atrás, con un largo saliente frontal. Por otro lado, el pie es más delgado transversalmente. Ambos isquiones solo se tocan en los pies.
El fémur es robusto, recto en vista frontal, inclinado hacia adelante en vista lateral. En la parte superior, el trocánter anterior bien desarrollado ocupa un tercio de la superficie lateral, separado del trocánter mayor por una fisura estrecha. El cuarto trocánter largo, cuya parte inferior es casi horizontal y la parte superior forma un estilo de pierna gradual, se encuentra en la mitad superior del margen posterior de la diáfisis. La parte inferior del fémur está fuertemente ensanchada. El surco anterior entre las cúspides articulares inferiores es notablemente poco profundo, una característica basal, pero el surco posterior es profundo y ancho. El cóndilo externo sobresale lateralmente más que el interno, aunque este último es más ancho. la tibiase dobla La parte inferior se ensancha fuertemente y es ligeramente convexa. En la parte posterior interna hay un surco longitudinal poco profundo. No hay rastro de fusión con los huesos del tobillo.
La parte inferior del tercer hueso metatarsiano tiene lados paralelos y está aplanada de adelante hacia atrás. En la parte superior, los lados convergen ligeramente, una señal de que tocaron el segundo y cuarto metatarsiano allí. La primera falange del tercer dedo tiene la forma robusta habitual con la parte superior e inferior ensanchadas. La superficie superior tiene una sección transversal triangular, ahuecada con un borde interior poco profundo. La parte inferior muestra pozos profundos para cápsulas articulares. Las falanges encontradas del cuarto dedo del pie están sólidamente construidas, con la parte inferior ligeramente más ancha que la parte superior.

## Clasificación
Los descriptores ubicaron a Trinisaura basalmente en los Euornitópodos. Una indicación de la posición basal son las vértebras sacras alargadas, un hueso púbico con un eje largo y procesos prepúbicos largos,y un fémur con un trocánter anterior distinto, un cuarto trocánter caído y un surco anterior poco profundo entre las cúspides articulares inferiores. Un análisis cladístico indicó una posición en el árbol genealógico por encima de Gasparinisaura y por debajo de Talenkauen. Aunque Trinisaura es el primer euornitópodo informado de la formación, los hallazgos de otras formaciones muestran que tales formas basales de euornitópodos estaban muy extendidas durante el Cretácico Superior de la Antártida.

### Filogenia
Cladograma según Coria et al. de 2013. Trinisaura aparece como ornitópodo, pero se necesita saber la posición de Thescelosaurus neglectus para determinar si es un iguanodonte basal.

|            | Tenontosaurus                                                   |
|            |                                                                 |
| Dryomorpha | \| \| Dryosauridae \| \| \| \| \| \| Ankylopollexia \| \| \| \| |
|            | \| \| Dryosauridae \| \| \| \| \| \| Ankylopollexia \| \| \| \| |
|            | Dryosauridae                                                    |
|            |                                                                 |
|            | Ankylopollexia                                                  |
|            |                                                                 |

|  | Dryosauridae   |
|  |                |
|  | Ankylopollexia |
|  |                |

|            | Tenontosaurus                                                   |
|            |                                                                 |
| Dryomorpha | \| \| Dryosauridae \| \| \| \| \| \| Ankylopollexia \| \| \| \| |
|            | \| \| Dryosauridae \| \| \| \| \| \| Ankylopollexia \| \| \| \| |
|            | Dryosauridae                                                    |
|            |                                                                 |
|            | Ankylopollexia                                                  |
|            |                                                                 |

|  | Dryosauridae   |
|  |                |
|  | Ankylopollexia |
|  |                |

|            | Tenontosaurus                                                   |
|            |                                                                 |
| Dryomorpha | \| \| Dryosauridae \| \| \| \| \| \| Ankylopollexia \| \| \| \| |
|            | \| \| Dryosauridae \| \| \| \| \| \| Ankylopollexia \| \| \| \| |
|            | Dryosauridae                                                    |
|            |                                                                 |
|            | Ankylopollexia                                                  |
|            |                                                                 |

|  | Dryosauridae   |
|  |                |
|  | Ankylopollexia |
|  |                |

|            | Tenontosaurus                                                   |
|            |                                                                 |
| Dryomorpha | \| \| Dryosauridae \| \| \| \| \| \| Ankylopollexia \| \| \| \| |
|            | \| \| Dryosauridae \| \| \| \| \| \| Ankylopollexia \| \| \| \| |
|            | Dryosauridae                                                    |
|            |                                                                 |
|            | Ankylopollexia                                                  |
|            |                                                                 |

|  | Dryosauridae   |
|  |                |
|  | Ankylopollexia |
|  |                |

|            | Tenontosaurus                                                   |
|            |                                                                 |
| Dryomorpha | \| \| Dryosauridae \| \| \| \| \| \| Ankylopollexia \| \| \| \| |
|            | \| \| Dryosauridae \| \| \| \| \| \| Ankylopollexia \| \| \| \| |
|            | Dryosauridae                                                    |
|            |                                                                 |
|            | Ankylopollexia                                                  |
|            |                                                                 |

|  | Dryosauridae   |
|  |                |
|  | Ankylopollexia |
|  |                |

|            | Tenontosaurus                                                   |
|            |                                                                 |
| Dryomorpha | \| \| Dryosauridae \| \| \| \| \| \| Ankylopollexia \| \| \| \| |
|            | \| \| Dryosauridae \| \| \| \| \| \| Ankylopollexia \| \| \| \| |
|            | Dryosauridae                                                    |
|            |                                                                 |
|            | Ankylopollexia                                                  |
|            |                                                                 |

|  | Dryosauridae   |
|  |                |
|  | Ankylopollexia |
|  |                |

|            | Tenontosaurus                                                   |
|            |                                                                 |
| Dryomorpha | \| \| Dryosauridae \| \| \| \| \| \| Ankylopollexia \| \| \| \| |
|            | \| \| Dryosauridae \| \| \| \| \| \| Ankylopollexia \| \| \| \| |
|            | Dryosauridae                                                    |
|            |                                                                 |
|            | Ankylopollexia                                                  |
|            |                                                                 |

|  | Dryosauridae   |
|  |                |
|  | Ankylopollexia |
|  |                |

|            | Tenontosaurus                                                   |
|            |                                                                 |
| Dryomorpha | \| \| Dryosauridae \| \| \| \| \| \| Ankylopollexia \| \| \| \| |
|            | \| \| Dryosauridae \| \| \| \| \| \| Ankylopollexia \| \| \| \| |
|            | Dryosauridae                                                    |
|            |                                                                 |
|            | Ankylopollexia                                                  |
|            |                                                                 |

|  | Dryosauridae   |
|  |                |
|  | Ankylopollexia |
|  |                |

|            | Tenontosaurus                                                   |
|            |                                                                 |
| Dryomorpha | \| \| Dryosauridae \| \| \| \| \| \| Ankylopollexia \| \| \| \| |
|            | \| \| Dryosauridae \| \| \| \| \| \| Ankylopollexia \| \| \| \| |
|            | Dryosauridae                                                    |
|            |                                                                 |
|            | Ankylopollexia                                                  |
|            |                                                                 |

|  | Dryosauridae   |
|  |                |
|  | Ankylopollexia |
|  |                |

|            | Tenontosaurus                                                   |
|            |                                                                 |
| Dryomorpha | \| \| Dryosauridae \| \| \| \| \| \| Ankylopollexia \| \| \| \| |
|            | \| \| Dryosauridae \| \| \| \| \| \| Ankylopollexia \| \| \| \| |
|            | Dryosauridae                                                    |
|            |                                                                 |
|            | Ankylopollexia                                                  |
|            |                                                                 |

|  | Dryosauridae   |
|  |                |
|  | Ankylopollexia |
|  |                |

|            | Tenontosaurus                                                   |
|            |                                                                 |
| Dryomorpha | \| \| Dryosauridae \| \| \| \| \| \| Ankylopollexia \| \| \| \| |
|            | \| \| Dryosauridae \| \| \| \| \| \| Ankylopollexia \| \| \| \| |
|            | Dryosauridae                                                    |
|            |                                                                 |
|            | Ankylopollexia                                                  |
|            |                                                                 |

|  | Dryosauridae   |
|  |                |
|  | Ankylopollexia |
|  |                |

|            | Tenontosaurus                                                   |
|            |                                                                 |
| Dryomorpha | \| \| Dryosauridae \| \| \| \| \| \| Ankylopollexia \| \| \| \| |
|            | \| \| Dryosauridae \| \| \| \| \| \| Ankylopollexia \| \| \| \| |
|            | Dryosauridae                                                    |
|            |                                                                 |
|            | Ankylopollexia                                                  |
|            |                                                                 |

|  | Dryosauridae   |
|  |                |
|  | Ankylopollexia |
|  |                |

|            | Tenontosaurus                                                   |
|            |                                                                 |
| Dryomorpha | \| \| Dryosauridae \| \| \| \| \| \| Ankylopollexia \| \| \| \| |
|            | \| \| Dryosauridae \| \| \| \| \| \| Ankylopollexia \| \| \| \| |
|            | Dryosauridae                                                    |
|            |                                                                 |
|            | Ankylopollexia                                                  |
|            |                                                                 |

|  | Dryosauridae   |
|  |                |
|  | Ankylopollexia |
|  |                |

|            | Tenontosaurus                                                   |
|            |                                                                 |
| Dryomorpha | \| \| Dryosauridae \| \| \| \| \| \| Ankylopollexia \| \| \| \| |
|            | \| \| Dryosauridae \| \| \| \| \| \| Ankylopollexia \| \| \| \| |
|            | Dryosauridae                                                    |
|            |                                                                 |
|            | Ankylopollexia                                                  |
|            |                                                                 |

|  | Dryosauridae   |
|  |                |
|  | Ankylopollexia |
|  |                |

|            | Tenontosaurus                                                   |
|            |                                                                 |
| Dryomorpha | \| \| Dryosauridae \| \| \| \| \| \| Ankylopollexia \| \| \| \| |
|            | \| \| Dryosauridae \| \| \| \| \| \| Ankylopollexia \| \| \| \| |
|            | Dryosauridae                                                    |
|            |                                                                 |
|            | Ankylopollexia                                                  |
|            |                                                                 |

|  | Dryosauridae   |
|  |                |
|  | Ankylopollexia |
|  |                |

|            | Tenontosaurus                                                   |
|            |                                                                 |
| Dryomorpha | \| \| Dryosauridae \| \| \| \| \| \| Ankylopollexia \| \| \| \| |
|            | \| \| Dryosauridae \| \| \| \| \| \| Ankylopollexia \| \| \| \| |
|            | Dryosauridae                                                    |
|            |                                                                 |
|            | Ankylopollexia                                                  |
|            |                                                                 |

|  | Dryosauridae   |
|  |                |
|  | Ankylopollexia |
|  |                |

|            | Tenontosaurus                                                   |
|            |                                                                 |
| Dryomorpha | \| \| Dryosauridae \| \| \| \| \| \| Ankylopollexia \| \| \| \| |
|            | \| \| Dryosauridae \| \| \| \| \| \| Ankylopollexia \| \| \| \| |
|            | Dryosauridae                                                    |
|            |                                                                 |
|            | Ankylopollexia                                                  |
|            |                                                                 |

|  | Dryosauridae   |
|  |                |
|  | Ankylopollexia |
|  |                |

|            | Tenontosaurus                                                   |
|            |                                                                 |
| Dryomorpha | \| \| Dryosauridae \| \| \| \| \| \| Ankylopollexia \| \| \| \| |
|            | \| \| Dryosauridae \| \| \| \| \| \| Ankylopollexia \| \| \| \| |
|            | Dryosauridae                                                    |
|            |                                                                 |
|            | Ankylopollexia                                                  |
|            |                                                                 |

|  | Dryosauridae   |
|  |                |
|  | Ankylopollexia |
|  |                |

|            | Tenontosaurus                                                   |
|            |                                                                 |
| Dryomorpha | \| \| Dryosauridae \| \| \| \| \| \| Ankylopollexia \| \| \| \| |
|            | \| \| Dryosauridae \| \| \| \| \| \| Ankylopollexia \| \| \| \| |
|            | Dryosauridae                                                    |
|            |                                                                 |
|            | Ankylopollexia                                                  |
|            |                                                                 |

|  | Dryosauridae   |
|  |                |
|  | Ankylopollexia |
|  |                |

|            | Tenontosaurus                                                   |
|            |                                                                 |
| Dryomorpha | \| \| Dryosauridae \| \| \| \| \| \| Ankylopollexia \| \| \| \| |
|            | \| \| Dryosauridae \| \| \| \| \| \| Ankylopollexia \| \| \| \| |
|            | Dryosauridae                                                    |
|            |                                                                 |
|            | Ankylopollexia                                                  |
|            |                                                                 |

|  | Dryosauridae   |
|  |                |
|  | Ankylopollexia |
|  |                |

|            | Tenontosaurus                                                   |
|            |                                                                 |
| Dryomorpha | \| \| Dryosauridae \| \| \| \| \| \| Ankylopollexia \| \| \| \| |
|            | \| \| Dryosauridae \| \| \| \| \| \| Ankylopollexia \| \| \| \| |
|            | Dryosauridae                                                    |
|            |                                                                 |
|            | Ankylopollexia                                                  |
|            |                                                                 |

|  | Dryosauridae   |
|  |                |
|  | Ankylopollexia |
|  |                |

|            | Tenontosaurus                                                   |
|            |                                                                 |
| Dryomorpha | \| \| Dryosauridae \| \| \| \| \| \| Ankylopollexia \| \| \| \| |
|            | \| \| Dryosauridae \| \| \| \| \| \| Ankylopollexia \| \| \| \| |
|            | Dryosauridae                                                    |
|            |                                                                 |
|            | Ankylopollexia                                                  |
|            |                                                                 |

|  | Dryosauridae   |
|  |                |
|  | Ankylopollexia |
|  |                |

|            | Tenontosaurus                                                   |
|            |                                                                 |
| Dryomorpha | \| \| Dryosauridae \| \| \| \| \| \| Ankylopollexia \| \| \| \| |
|            | \| \| Dryosauridae \| \| \| \| \| \| Ankylopollexia \| \| \| \| |
|            | Dryosauridae                                                    |
|            |                                                                 |
|            | Ankylopollexia                                                  |
|            |                                                                 |

|  | Dryosauridae   |
|  |                |
|  | Ankylopollexia |
|  |                |

|            | Tenontosaurus                                                   |
|            |                                                                 |
| Dryomorpha | \| \| Dryosauridae \| \| \| \| \| \| Ankylopollexia \| \| \| \| |
|            | \| \| Dryosauridae \| \| \| \| \| \| Ankylopollexia \| \| \| \| |
|            | Dryosauridae                                                    |
|            |                                                                 |
|            | Ankylopollexia                                                  |
|            |                                                                 |

|  | Dryosauridae   |
|  |                |
|  | Ankylopollexia |
|  |                |

|            | Tenontosaurus                                                   |
|            |                                                                 |
| Dryomorpha | \| \| Dryosauridae \| \| \| \| \| \| Ankylopollexia \| \| \| \| |
|            | \| \| Dryosauridae \| \| \| \| \| \| Ankylopollexia \| \| \| \| |
|            | Dryosauridae                                                    |
|            |                                                                 |
|            | Ankylopollexia                                                  |
|            |                                                                 |

|  | Dryosauridae   |
|  |                |
|  | Ankylopollexia |
|  |                |

|            | Tenontosaurus                                                   |
|            |                                                                 |
| Dryomorpha | \| \| Dryosauridae \| \| \| \| \| \| Ankylopollexia \| \| \| \| |
|            | \| \| Dryosauridae \| \| \| \| \| \| Ankylopollexia \| \| \| \| |
|            | Dryosauridae                                                    |
|            |                                                                 |
|            | Ankylopollexia                                                  |
|            |                                                                 |

|  | Dryosauridae   |
|  |                |
|  | Ankylopollexia |
|  |                |

|            | Tenontosaurus                                                   |
|            |                                                                 |
| Dryomorpha | \| \| Dryosauridae \| \| \| \| \| \| Ankylopollexia \| \| \| \| |
|            | \| \| Dryosauridae \| \| \| \| \| \| Ankylopollexia \| \| \| \| |
|            | Dryosauridae                                                    |
|            |                                                                 |
|            | Ankylopollexia                                                  |
|            |                                                                 |

|  | Dryosauridae   |
|  |                |
|  | Ankylopollexia |
|  |                |

|            | Tenontosaurus                                                   |
|            |                                                                 |
| Dryomorpha | \| \| Dryosauridae \| \| \| \| \| \| Ankylopollexia \| \| \| \| |
|            | \| \| Dryosauridae \| \| \| \| \| \| Ankylopollexia \| \| \| \| |
|            | Dryosauridae                                                    |
|            |                                                                 |
|            | Ankylopollexia                                                  |
|            |                                                                 |

|  | Dryosauridae   |
|  |                |
|  | Ankylopollexia |
|  |                |

|            | Tenontosaurus                                                   |
|            |                                                                 |
| Dryomorpha | \| \| Dryosauridae \| \| \| \| \| \| Ankylopollexia \| \| \| \| |
|            | \| \| Dryosauridae \| \| \| \| \| \| Ankylopollexia \| \| \| \| |
|            | Dryosauridae                                                    |
|            |                                                                 |
|            | Ankylopollexia                                                  |
|            |                                                                 |

|  | Dryosauridae   |
|  |                |
|  | Ankylopollexia |
|  |                |

|            | Tenontosaurus                                                   |
|            |                                                                 |
| Dryomorpha | \| \| Dryosauridae \| \| \| \| \| \| Ankylopollexia \| \| \| \| |
|            | \| \| Dryosauridae \| \| \| \| \| \| Ankylopollexia \| \| \| \| |
|            | Dryosauridae                                                    |
|            |                                                                 |
|            | Ankylopollexia                                                  |
|            |                                                                 |

|  | Dryosauridae   |
|  |                |
|  | Ankylopollexia |
|  |                |

|            | Tenontosaurus                                                   |
|            |                                                                 |
| Dryomorpha | \| \| Dryosauridae \| \| \| \| \| \| Ankylopollexia \| \| \| \| |
|            | \| \| Dryosauridae \| \| \| \| \| \| Ankylopollexia \| \| \| \| |
|            | Dryosauridae                                                    |
|            |                                                                 |
|            | Ankylopollexia                                                  |
|            |                                                                 |

|  | Dryosauridae   |
|  |                |
|  | Ankylopollexia |
|  |                |

|            | Tenontosaurus                                                   |
|            |                                                                 |
| Dryomorpha | \| \| Dryosauridae \| \| \| \| \| \| Ankylopollexia \| \| \| \| |
|            | \| \| Dryosauridae \| \| \| \| \| \| Ankylopollexia \| \| \| \| |
|            | Dryosauridae                                                    |
|            |                                                                 |
|            | Ankylopollexia                                                  |
|            |                                                                 |

|  | Dryosauridae   |
|  |                |
|  | Ankylopollexia |
|  |                |

En 2015, junto con varios otros ornitópodos patagónicos y antárticos, se descubrió que formaba parte del grupo basal de iguanodontidos, Elasmaria. El siguiente es el cladograma basado en el análisis filogenético de Rozadilla et al. de 2015.

|  | Gasparinisaura |
|  | |
|  | \| \| Morrosaurus \| \| \| \| \| \| Trinisaura \| \| \| \| \| \| Macrogryphosaurus \| \| \| \| \| \| Notohypsilophodon \| \| \| \| \| \| Talenkauen \| \| \| \| \| \| Anabisetia \| \| \| \| |
|  | |
|  | Morrosaurus |
|  | |
|  | Trinisaura |
|  | |
|  | Macrogryphosaurus |
|  | |
|  | Notohypsilophodon |
|  | |
|  | Talenkauen |
|  | |
|  | Anabisetia |
|  | |

|  | Morrosaurus       |
|  |                   |
|  | Trinisaura        |
|  |                   |
|  | Macrogryphosaurus |
|  |                   |
|  | Notohypsilophodon |
|  |                   |
|  | Talenkauen        |
|  |                   |
|  | Anabisetia        |
|  |                   |

|  | Rhabdodontidae                                               |
|  |                                                              |
|  | \| \| Tenontosaurus \| \| \| \| \| \| Dryomorpha \| \| \| \| |
|  |                                                              |
|  | Tenontosaurus                                                |
|  |                                                              |
|  | Dryomorpha                                                   |
|  |                                                              |

|  | Tenontosaurus |
|  |               |
|  | Dryomorpha    |
|  |               |

|  | Rhabdodontidae                                               |
|  |                                                              |
|  | \| \| Tenontosaurus \| \| \| \| \| \| Dryomorpha \| \| \| \| |
|  |                                                              |
|  | Tenontosaurus                                                |
|  |                                                              |
|  | Dryomorpha                                                   |
|  |                                                              |

|  | Tenontosaurus |
|  |               |
|  | Dryomorpha    |
|  |               |

|  | Rhabdodontidae                                               |
|  |                                                              |
|  | \| \| Tenontosaurus \| \| \| \| \| \| Dryomorpha \| \| \| \| |
|  |                                                              |
|  | Tenontosaurus                                                |
|  |                                                              |
|  | Dryomorpha                                                   |
|  |                                                              |

|  | Tenontosaurus |
|  |               |
|  | Dryomorpha    |
|  |               |

|  | Rhabdodontidae                                               |
|  |                                                              |
|  | \| \| Tenontosaurus \| \| \| \| \| \| Dryomorpha \| \| \| \| |
|  |                                                              |
|  | Tenontosaurus                                                |
|  |                                                              |
|  | Dryomorpha                                                   |
|  |                                                              |

|  | Tenontosaurus |
|  |               |
|  | Dryomorpha    |
|  |               |

|  | Gasparinisaura |
|  | |
|  | \| \| Morrosaurus \| \| \| \| \| \| Trinisaura \| \| \| \| \| \| Macrogryphosaurus \| \| \| \| \| \| Notohypsilophodon \| \| \| \| \| \| Talenkauen \| \| \| \| \| \| Anabisetia \| \| \| \| |
|  | |
|  | Morrosaurus |
|  | |
|  | Trinisaura |
|  | |
|  | Macrogryphosaurus |
|  | |
|  | Notohypsilophodon |
|  | |
|  | Talenkauen |
|  | |
|  | Anabisetia |
|  | |

|  | Morrosaurus       |
|  |                   |
|  | Trinisaura        |
|  |                   |
|  | Macrogryphosaurus |
|  |                   |
|  | Notohypsilophodon |
|  |                   |
|  | Talenkauen        |
|  |                   |
|  | Anabisetia        |
|  |                   |

|  | Rhabdodontidae                                               |
|  |                                                              |
|  | \| \| Tenontosaurus \| \| \| \| \| \| Dryomorpha \| \| \| \| |
|  |                                                              |
|  | Tenontosaurus                                                |
|  |                                                              |
|  | Dryomorpha                                                   |
|  |                                                              |

|  | Tenontosaurus |
|  |               |
|  | Dryomorpha    |
|  |               |

|  | Rhabdodontidae                                               |
|  |                                                              |
|  | \| \| Tenontosaurus \| \| \| \| \| \| Dryomorpha \| \| \| \| |
|  |                                                              |
|  | Tenontosaurus                                                |
|  |                                                              |
|  | Dryomorpha                                                   |
|  |                                                              |

|  | Tenontosaurus |
|  |               |
|  | Dryomorpha    |
|  |               |

|  | Rhabdodontidae                                               |
|  |                                                              |
|  | \| \| Tenontosaurus \| \| \| \| \| \| Dryomorpha \| \| \| \| |
|  |                                                              |
|  | Tenontosaurus                                                |
|  |                                                              |
|  | Dryomorpha                                                   |
|  |                                                              |

|  | Tenontosaurus |
|  |               |
|  | Dryomorpha    |
|  |               |

|  | Rhabdodontidae                                               |
|  |                                                              |
|  | \| \| Tenontosaurus \| \| \| \| \| \| Dryomorpha \| \| \| \| |
|  |                                                              |
|  | Tenontosaurus                                                |
|  |                                                              |
|  | Dryomorpha                                                   |
|  |                                                              |

|  | Tenontosaurus |
|  |               |
|  | Dryomorpha    |
|  |               |

|  | Gasparinisaura |
|  | |
|  | \| \| Morrosaurus \| \| \| \| \| \| Trinisaura \| \| \| \| \| \| Macrogryphosaurus \| \| \| \| \| \| Notohypsilophodon \| \| \| \| \| \| Talenkauen \| \| \| \| \| \| Anabisetia \| \| \| \| |
|  | |
|  | Morrosaurus |
|  | |
|  | Trinisaura |
|  | |
|  | Macrogryphosaurus |
|  | |
|  | Notohypsilophodon |
|  | |
|  | Talenkauen |
|  | |
|  | Anabisetia |
|  | |

|  | Morrosaurus       |
|  |                   |
|  | Trinisaura        |
|  |                   |
|  | Macrogryphosaurus |
|  |                   |
|  | Notohypsilophodon |
|  |                   |
|  | Talenkauen        |
|  |                   |
|  | Anabisetia        |
|  |                   |

|  | Rhabdodontidae                                               |
|  |                                                              |
|  | \| \| Tenontosaurus \| \| \| \| \| \| Dryomorpha \| \| \| \| |
|  |                                                              |
|  | Tenontosaurus                                                |
|  |                                                              |
|  | Dryomorpha                                                   |
|  |                                                              |

|  | Tenontosaurus |
|  |               |
|  | Dryomorpha    |
|  |               |

|  | Rhabdodontidae                                               |
|  |                                                              |
|  | \| \| Tenontosaurus \| \| \| \| \| \| Dryomorpha \| \| \| \| |
|  |                                                              |
|  | Tenontosaurus                                                |
|  |                                                              |
|  | Dryomorpha                                                   |
|  |                                                              |

|  | Tenontosaurus |
|  |               |
|  | Dryomorpha    |
|  |               |

|  | Rhabdodontidae                                               |
|  |                                                              |
|  | \| \| Tenontosaurus \| \| \| \| \| \| Dryomorpha \| \| \| \| |
|  |                                                              |
|  | Tenontosaurus                                                |
|  |                                                              |
|  | Dryomorpha                                                   |
|  |                                                              |

|  | Tenontosaurus |
|  |               |
|  | Dryomorpha    |
|  |               |

|  | Rhabdodontidae                                               |
|  |                                                              |
|  | \| \| Tenontosaurus \| \| \| \| \| \| Dryomorpha \| \| \| \| |
|  |                                                              |
|  | Tenontosaurus                                                |
|  |                                                              |
|  | Dryomorpha                                                   |
|  |                                                              |

|  | Tenontosaurus |
|  |               |
|  | Dryomorpha    |
|  |               |

|  | Gasparinisaura |
|  | |
|  | \| \| Morrosaurus \| \| \| \| \| \| Trinisaura \| \| \| \| \| \| Macrogryphosaurus \| \| \| \| \| \| Notohypsilophodon \| \| \| \| \| \| Talenkauen \| \| \| \| \| \| Anabisetia \| \| \| \| |
|  | |
|  | Morrosaurus |
|  | |
|  | Trinisaura |
|  | |
|  | Macrogryphosaurus |
|  | |
|  | Notohypsilophodon |
|  | |
|  | Talenkauen |
|  | |
|  | Anabisetia |
|  | |

|  | Morrosaurus       |
|  |                   |
|  | Trinisaura        |
|  |                   |
|  | Macrogryphosaurus |
|  |                   |
|  | Notohypsilophodon |
|  |                   |
|  | Talenkauen        |
|  |                   |
|  | Anabisetia        |
|  |                   |

|  | Rhabdodontidae                                               |
|  |                                                              |
|  | \| \| Tenontosaurus \| \| \| \| \| \| Dryomorpha \| \| \| \| |
|  |                                                              |
|  | Tenontosaurus                                                |
|  |                                                              |
|  | Dryomorpha                                                   |
|  |                                                              |

|  | Tenontosaurus |
|  |               |
|  | Dryomorpha    |
|  |               |

|  | Rhabdodontidae                                               |
|  |                                                              |
|  | \| \| Tenontosaurus \| \| \| \| \| \| Dryomorpha \| \| \| \| |
|  |                                                              |
|  | Tenontosaurus                                                |
|  |                                                              |
|  | Dryomorpha                                                   |
|  |                                                              |

|  | Tenontosaurus |
|  |               |
|  | Dryomorpha    |
|  |               |

|  | Rhabdodontidae                                               |
|  |                                                              |
|  | \| \| Tenontosaurus \| \| \| \| \| \| Dryomorpha \| \| \| \| |
|  |                                                              |
|  | Tenontosaurus                                                |
|  |                                                              |
|  | Dryomorpha                                                   |
|  |                                                              |

|  | Tenontosaurus |
|  |               |
|  | Dryomorpha    |
|  |               |

|  | Rhabdodontidae                                               |
|  |                                                              |
|  | \| \| Tenontosaurus \| \| \| \| \| \| Dryomorpha \| \| \| \| |
|  |                                                              |
|  | Tenontosaurus                                                |
|  |                                                              |
|  | Dryomorpha                                                   |
|  |                                                              |

|  | Tenontosaurus |
|  |               |
|  | Dryomorpha    |
|  |               |

|  | Gasparinisaura |
|  | |
|  | \| \| Morrosaurus \| \| \| \| \| \| Trinisaura \| \| \| \| \| \| Macrogryphosaurus \| \| \| \| \| \| Notohypsilophodon \| \| \| \| \| \| Talenkauen \| \| \| \| \| \| Anabisetia \| \| \| \| |
|  | |
|  | Morrosaurus |
|  | |
|  | Trinisaura |
|  | |
|  | Macrogryphosaurus |
|  | |
|  | Notohypsilophodon |
|  | |
|  | Talenkauen |
|  | |
|  | Anabisetia |
|  | |

|  | Morrosaurus       |
|  |                   |
|  | Trinisaura        |
|  |                   |
|  | Macrogryphosaurus |
|  |                   |
|  | Notohypsilophodon |
|  |                   |
|  | Talenkauen        |
|  |                   |
|  | Anabisetia        |
|  |                   |

|  | Rhabdodontidae                                               |
|  |                                                              |
|  | \| \| Tenontosaurus \| \| \| \| \| \| Dryomorpha \| \| \| \| |
|  |                                                              |
|  | Tenontosaurus                                                |
|  |                                                              |
|  | Dryomorpha                                                   |
|  |                                                              |

|  | Tenontosaurus |
|  |               |
|  | Dryomorpha    |
|  |               |

|  | Rhabdodontidae                                               |
|  |                                                              |
|  | \| \| Tenontosaurus \| \| \| \| \| \| Dryomorpha \| \| \| \| |
|  |                                                              |
|  | Tenontosaurus                                                |
|  |                                                              |
|  | Dryomorpha                                                   |
|  |                                                              |

|  | Tenontosaurus |
|  |               |
|  | Dryomorpha    |
|  |               |

|  | Rhabdodontidae                                               |
|  |                                                              |
|  | \| \| Tenontosaurus \| \| \| \| \| \| Dryomorpha \| \| \| \| |
|  |                                                              |
|  | Tenontosaurus                                                |
|  |                                                              |
|  | Dryomorpha                                                   |
|  |                                                              |

|  | Tenontosaurus |
|  |               |
|  | Dryomorpha    |
|  |               |

|  | Rhabdodontidae                                               |
|  |                                                              |
|  | \| \| Tenontosaurus \| \| \| \| \| \| Dryomorpha \| \| \| \| |
|  |                                                              |
|  | Tenontosaurus                                                |
|  |                                                              |
|  | Dryomorpha                                                   |
|  |                                                              |

|  | Tenontosaurus |
|  |               |
|  | Dryomorpha    |
|  |               |

|  | Gasparinisaura |
|  | |
|  | \| \| Morrosaurus \| \| \| \| \| \| Trinisaura \| \| \| \| \| \| Macrogryphosaurus \| \| \| \| \| \| Notohypsilophodon \| \| \| \| \| \| Talenkauen \| \| \| \| \| \| Anabisetia \| \| \| \| |
|  | |
|  | Morrosaurus |
|  | |
|  | Trinisaura |
|  | |
|  | Macrogryphosaurus |
|  | |
|  | Notohypsilophodon |
|  | |
|  | Talenkauen |
|  | |
|  | Anabisetia |
|  | |

|  | Morrosaurus       |
|  |                   |
|  | Trinisaura        |
|  |                   |
|  | Macrogryphosaurus |
|  |                   |
|  | Notohypsilophodon |
|  |                   |
|  | Talenkauen        |
|  |                   |
|  | Anabisetia        |
|  |                   |

|  | Rhabdodontidae                                               |
|  |                                                              |
|  | \| \| Tenontosaurus \| \| \| \| \| \| Dryomorpha \| \| \| \| |
|  |                                                              |
|  | Tenontosaurus                                                |
|  |                                                              |
|  | Dryomorpha                                                   |
|  |                                                              |

|  | Tenontosaurus |
|  |               |
|  | Dryomorpha    |
|  |               |

|  | Rhabdodontidae                                               |
|  |                                                              |
|  | \| \| Tenontosaurus \| \| \| \| \| \| Dryomorpha \| \| \| \| |
|  |                                                              |
|  | Tenontosaurus                                                |
|  |                                                              |
|  | Dryomorpha                                                   |
|  |                                                              |

|  | Tenontosaurus |
|  |               |
|  | Dryomorpha    |
|  |               |

|  | Rhabdodontidae                                               |
|  |                                                              |
|  | \| \| Tenontosaurus \| \| \| \| \| \| Dryomorpha \| \| \| \| |
|  |                                                              |
|  | Tenontosaurus                                                |
|  |                                                              |
|  | Dryomorpha                                                   |
|  |                                                              |

|  | Tenontosaurus |
|  |               |
|  | Dryomorpha    |
|  |               |

|  | Rhabdodontidae                                               |
|  |                                                              |
|  | \| \| Tenontosaurus \| \| \| \| \| \| Dryomorpha \| \| \| \| |
|  |                                                              |
|  | Tenontosaurus                                                |
|  |                                                              |
|  | Dryomorpha                                                   |
|  |                                                              |

|  | Tenontosaurus |
|  |               |
|  | Dryomorpha    |
|  |               |

|  | Gasparinisaura |
|  | |
|  | \| \| Morrosaurus \| \| \| \| \| \| Trinisaura \| \| \| \| \| \| Macrogryphosaurus \| \| \| \| \| \| Notohypsilophodon \| \| \| \| \| \| Talenkauen \| \| \| \| \| \| Anabisetia \| \| \| \| |
|  | |
|  | Morrosaurus |
|  | |
|  | Trinisaura |
|  | |
|  | Macrogryphosaurus |
|  | |
|  | Notohypsilophodon |
|  | |
|  | Talenkauen |
|  | |
|  | Anabisetia |
|  | |

|  | Morrosaurus       |
|  |                   |
|  | Trinisaura        |
|  |                   |
|  | Macrogryphosaurus |
|  |                   |
|  | Notohypsilophodon |
|  |                   |
|  | Talenkauen        |
|  |                   |
|  | Anabisetia        |
|  |                   |

|  | Rhabdodontidae                                               |
|  |                                                              |
|  | \| \| Tenontosaurus \| \| \| \| \| \| Dryomorpha \| \| \| \| |
|  |                                                              |
|  | Tenontosaurus                                                |
|  |                                                              |
|  | Dryomorpha                                                   |
|  |                                                              |

|  | Tenontosaurus |
|  |               |
|  | Dryomorpha    |
|  |               |

|  | Rhabdodontidae                                               |
|  |                                                              |
|  | \| \| Tenontosaurus \| \| \| \| \| \| Dryomorpha \| \| \| \| |
|  |                                                              |
|  | Tenontosaurus                                                |
|  |                                                              |
|  | Dryomorpha                                                   |
|  |                                                              |

|  | Tenontosaurus |
|  |               |
|  | Dryomorpha    |
|  |               |

|  | Rhabdodontidae                                               |
|  |                                                              |
|  | \| \| Tenontosaurus \| \| \| \| \| \| Dryomorpha \| \| \| \| |
|  |                                                              |
|  | Tenontosaurus                                                |
|  |                                                              |
|  | Dryomorpha                                                   |
|  |                                                              |

|  | Tenontosaurus |
|  |               |
|  | Dryomorpha    |
|  |               |

|  | Rhabdodontidae                                               |
|  |                                                              |
|  | \| \| Tenontosaurus \| \| \| \| \| \| Dryomorpha \| \| \| \| |
|  |                                                              |
|  | Tenontosaurus                                                |
|  |                                                              |
|  | Dryomorpha                                                   |
|  |                                                              |

|  | Tenontosaurus |
|  |               |
|  | Dryomorpha    |
|  |               |

|  | Gasparinisaura |
|  | |
|  | \| \| Morrosaurus \| \| \| \| \| \| Trinisaura \| \| \| \| \| \| Macrogryphosaurus \| \| \| \| \| \| Notohypsilophodon \| \| \| \| \| \| Talenkauen \| \| \| \| \| \| Anabisetia \| \| \| \| |
|  | |
|  | Morrosaurus |
|  | |
|  | Trinisaura |
|  | |
|  | Macrogryphosaurus |
|  | |
|  | Notohypsilophodon |
|  | |
|  | Talenkauen |
|  | |
|  | Anabisetia |
|  | |

|  | Morrosaurus       |
|  |                   |
|  | Trinisaura        |
|  |                   |
|  | Macrogryphosaurus |
|  |                   |
|  | Notohypsilophodon |
|  |                   |
|  | Talenkauen        |
|  |                   |
|  | Anabisetia        |
|  |                   |

|  | Rhabdodontidae                                               |
|  |                                                              |
|  | \| \| Tenontosaurus \| \| \| \| \| \| Dryomorpha \| \| \| \| |
|  |                                                              |
|  | Tenontosaurus                                                |
|  |                                                              |
|  | Dryomorpha                                                   |
|  |                                                              |

|  | Tenontosaurus |
|  |               |
|  | Dryomorpha    |
|  |               |

|  | Rhabdodontidae                                               |
|  |                                                              |
|  | \| \| Tenontosaurus \| \| \| \| \| \| Dryomorpha \| \| \| \| |
|  |                                                              |
|  | Tenontosaurus                                                |
|  |                                                              |
|  | Dryomorpha                                                   |
|  |                                                              |

|  | Tenontosaurus |
|  |               |
|  | Dryomorpha    |
|  |               |

|  | Rhabdodontidae                                               |
|  |                                                              |
|  | \| \| Tenontosaurus \| \| \| \| \| \| Dryomorpha \| \| \| \| |
|  |                                                              |
|  | Tenontosaurus                                                |
|  |                                                              |
|  | Dryomorpha                                                   |
|  |                                                              |

|  | Tenontosaurus |
|  |               |
|  | Dryomorpha    |
|  |               |

|  | Rhabdodontidae                                               |
|  |                                                              |
|  | \| \| Tenontosaurus \| \| \| \| \| \| Dryomorpha \| \| \| \| |
|  |                                                              |
|  | Tenontosaurus                                                |
|  |                                                              |
|  | Dryomorpha                                                   |
|  |                                                              |

|  | Tenontosaurus |
|  |               |
|  | Dryomorpha    |
|  |               |